# Foulehaio carunculatus
El mielero foulehaio (Foulehaio carunculatus) es una especie de ave paseriforme de la familia Meliphagidae endémica de Oceanía. Es un melífago extendido por varios archipiélagos de Polinesia y el sur de Melanesia. Anteriormente se consideraba el único miembro del género Foulehaio, pero en la actualidad se ha escindido en tres especies.

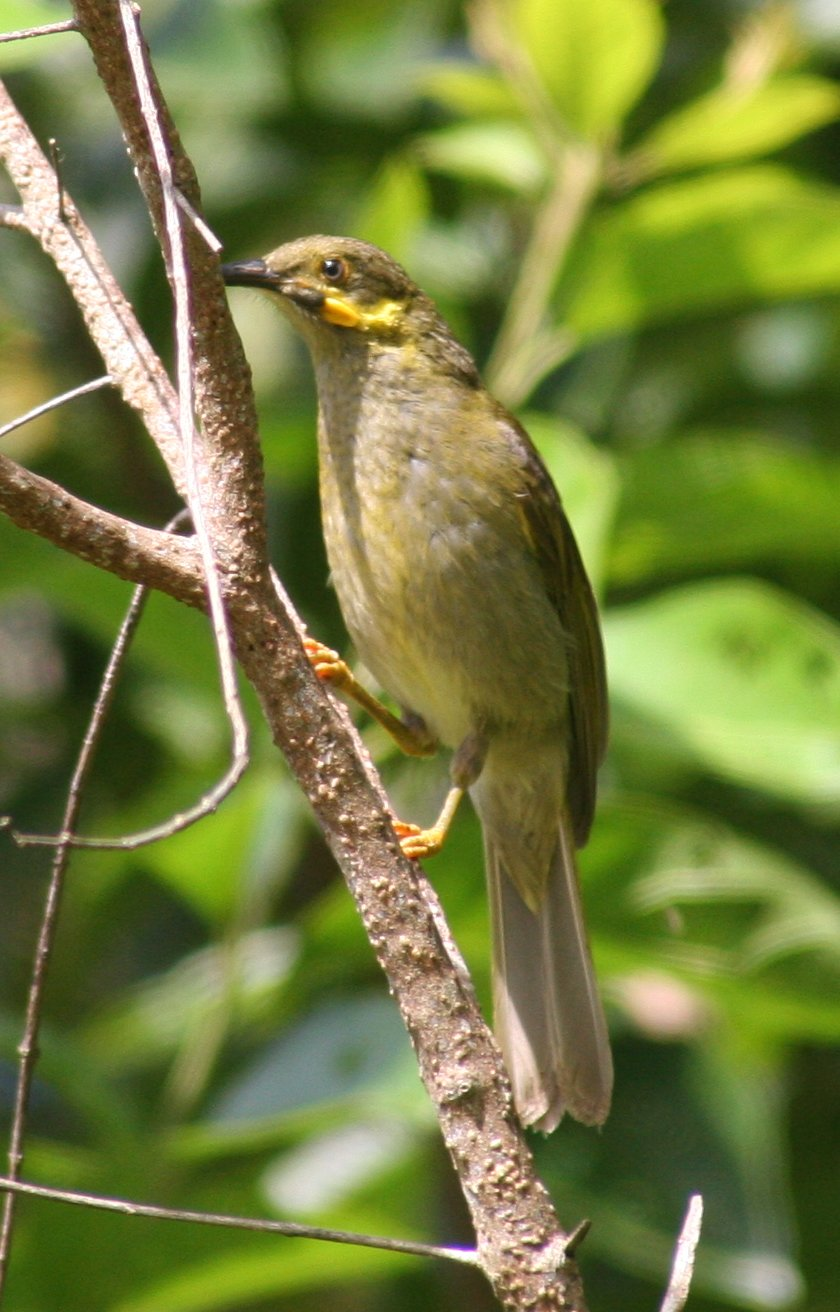
Ejemplar en Tonga.

## Distribución y hábitat
Se encuentra en las islas orientales del archipiélago de Fiyi, el archipiélago Lau, Samoa y Tonga. Vive en las selvas tropicales, manglares tropicales isleños.